# 阿拉善独行菜
阿拉善独行菜（学名：Lepidium alashanicum）是十字花科独行菜属的植物，是中国的特有植物。分布在中国大陆的内蒙古等地，一般生长在低山干旱丘陵山坡，目前尚未由人工引种栽培。